# Вероника мелиссолистная
Веро́ника мелиссоли́стная (лат. Veronica magna) — многолетнее травянистое растение, вид рода Вероника (Veronica) семейства Подорожниковые (Plantaginaceae).

## Ботаническое описание
Стебли приподнимающиеся, 50—90 см высотой, покрытые отклонёнными курчавыми волосками.
Листья скудно волосистые или почти голые, яйцевидные, по краю почти вырезанно-зубчатые, в основании округлые или почти сердцевидные. Нижние листья сидячие, тупые, верхние островатые, иногда на очень коротких черешках.
Цветки в пазушных, длинных, рыхловатых, многоцветковых, метельчаторасположенных кистях. Цветоносы прямые, короче линейных прицветников и чашечки. Чашечки с четырьмя широколанцетными равными долями, 5—7 мм длиной. Венчик около 5—8 мм в диаметре, бледно-голубой или беловатый, почти равен чашечке; отгиб венчика колесовидный, с тремя почти одинаковыми округлыми или округло-яйцевидными и одной продолговатой лопастью. Тычинки равны венчику, с тёмными пыльниками.
Коробочка короче чашечки, сплюснутая, сердцевидная, с шириной, превышающей длину, с широкой выемкой, к основанию клиновидная или быть может округлая. Столбик почти равен коробочке, тонкий, изогнутый. Семена трёхгранные, двояковыпуклые, быть может ясно морщинистые.

## Распространение
Азия: Турция (восточная часть Понтийских гор), Индия (Гималаи), Непал, Китай (от Сычуани до Хубэя), северная часть Бирмы, Япония (к северу до южной части острова Хоккайдо); Кавказ (главным образом в лесных районах), на северо-западе доходит до Туапсе и Ставрополя.
Растёт в горных лесах, на лесных полянах, до 2000 м над уровнем моря.

## Таксономия
Вид Вероника мелиссолистная входит в род Вероника (Veronica) семейства Подорожниковые (Plantaginaceae) порядка Ясноткоцветные (Lamiales).
|  |                                      |  |                                                             |                                                             |                          |  | ещё 21 семейство (согласно Системе APG II) | ещё 21 семейство (согласно Системе APG II) |                             |  |  |  | ещё от 300 до 500 видов |
|  |                                      |  |                                                             |                                                             |                          |  | ещё 21 семейство (согласно Системе APG II) | ещё 21 семейство (согласно Системе APG II) |                             |  |  |  | ещё от 300 до 500 видов |
|  |                                      |  |                                                             | порядок Ясноткоцветные                                      |                          |  |                                            |                                            | род Вероника                |  |  |  |                         |
|  |                                      |  |                                                             | порядок Ясноткоцветные                                      |                          |  |                                            |                                            | род Вероника                |  |  |  |                         |
|  | отдел Цветковые, или Покрытосеменные |  |                                                             |                                                             | семейство Подорожниковые |  |                                            |                                            | вид Вероника мелиссолистная |  |  |  |                         |
|  | отдел Цветковые, или Покрытосеменные |  |                                                             |                                                             | семейство Подорожниковые |  |                                            |                                            |                             |  |  |  |                         |
|  |                                      |  | ещё 44 порядка цветковых растений (согласно Системе APG II) | ещё 44 порядка цветковых растений (согласно Системе APG II) |                          |  |                                            | ещё 90 родов                               | ещё 90 родов                |  |  |  |                         |
|  |                                      |  |                                                             | ещё 44 порядка цветковых растений (согласно Системе APG II) |                          |  |                                            |                                            | ещё 90 родов                |  |  |  |                         |